# Амурка (отстой оливкового масла)

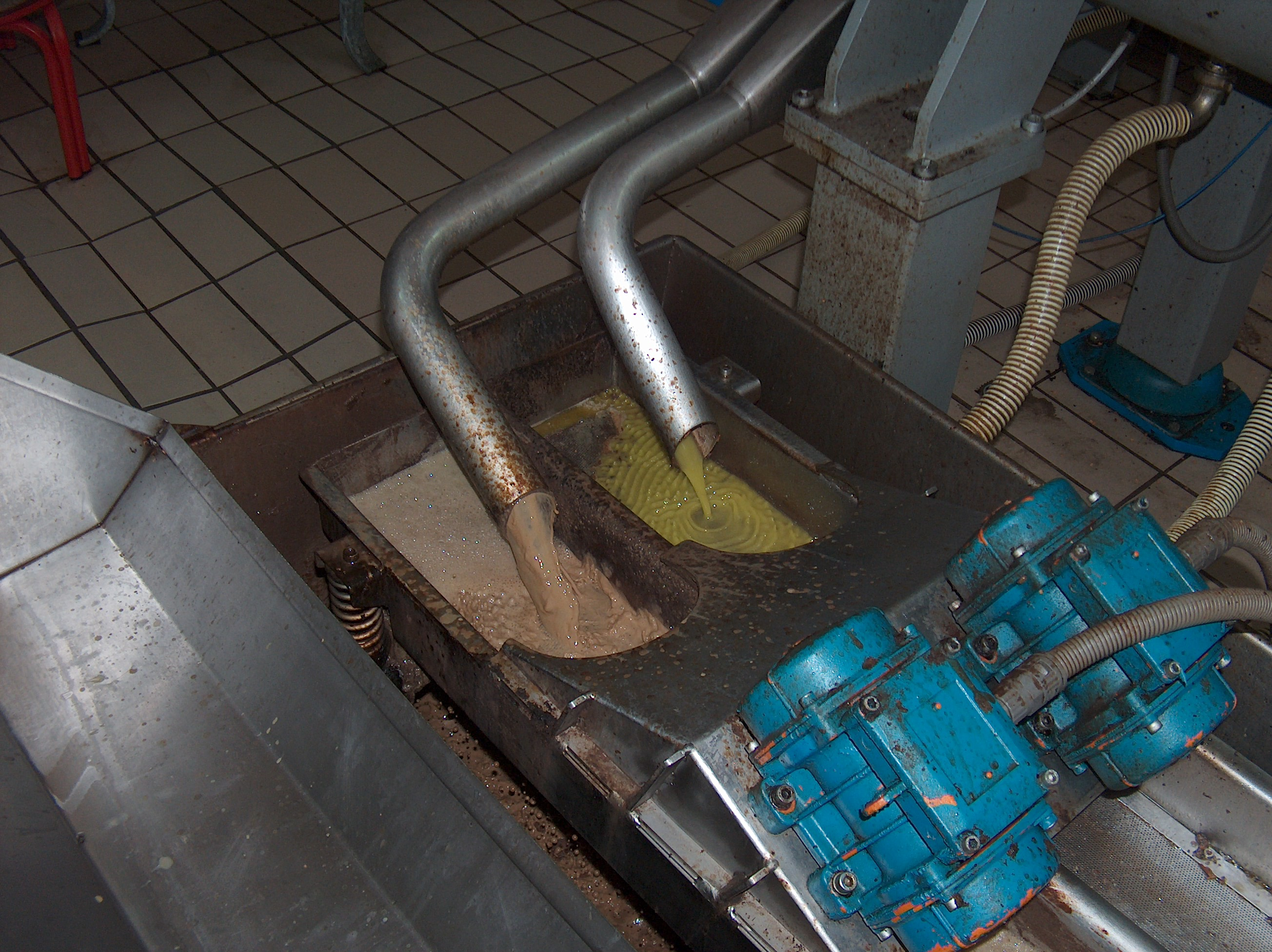
Амурка (слева на изображении), полученная центробежной экстракцией, имеет розовый цвет, отличный от жёлтого оливкового масла (справа)

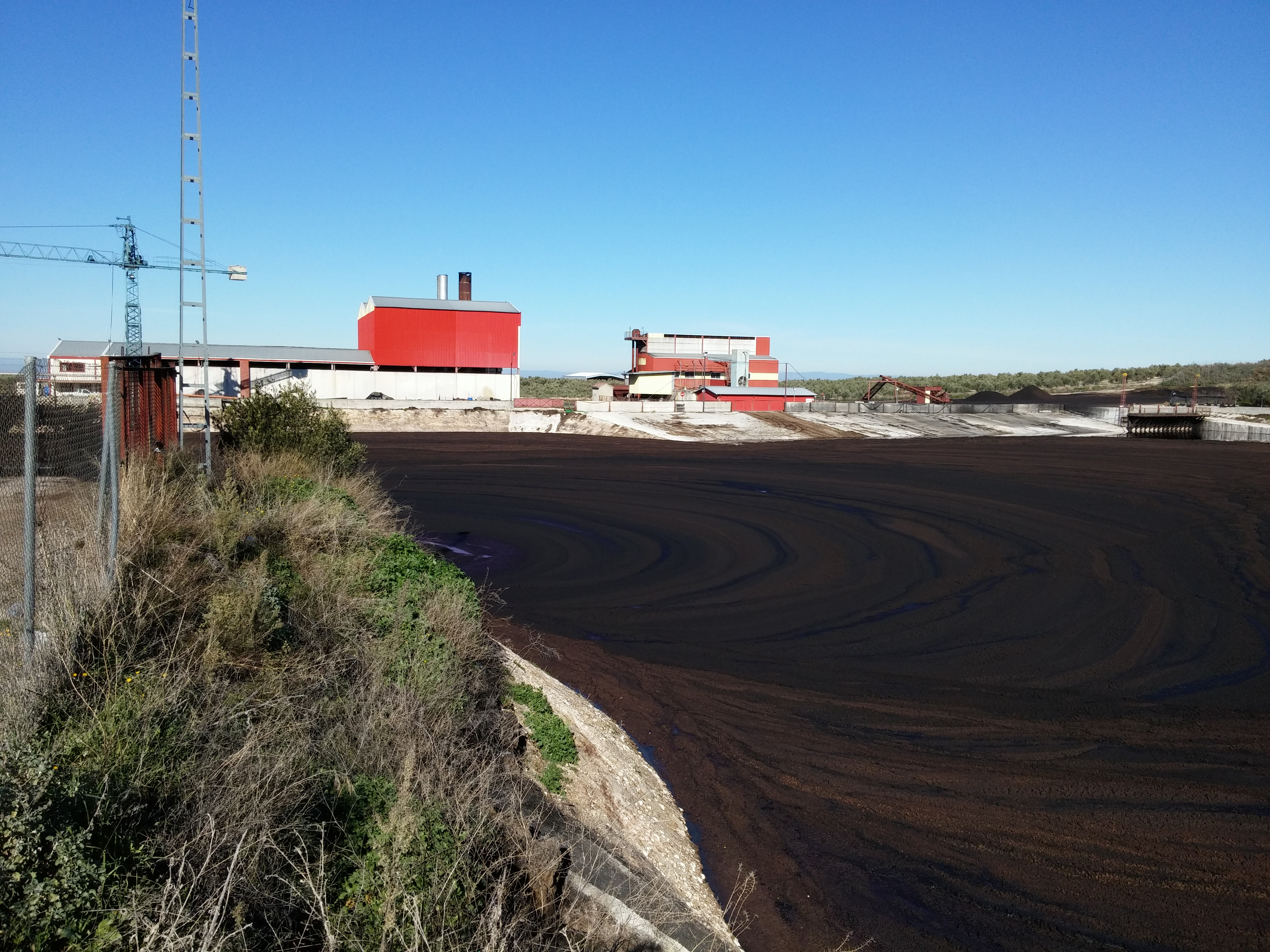
Пруд-накопитель-испаритель для амурки в Манча-Реаль в испанской провинции Хаэн

Амурка (лат. amurca, amurga, др.-греч. ἀμόργη от ᾰ̓μέργω — «выжимать» + -η — суффикс отглагольного существительного) — водянистая жидкость, которая вытекает из оливок при первичном лёгком отжиме, отстой оливкового масла (ελαίου τρυγία). Жидкие отходы производства оливкового масла (OMWW) имеют высокое содержание токсичных фенолов с характерным стильным запахом, высокое соотношение углерода к азоту и представляют собой слабокислый раствор (имеют низкий pH).
Плиний Старший писал:
Маслина состоит из косточки, масла, мякоти и амурки. Это горькая водянистая жидкость; поэтому в засуху её очень мало, а по сырым местам в изобилии. Масло и есть собственный сок маслины, и это особенно ясно на незрелых ягодах, как мы и показали на мфации. Масло прибывает с восхода Арктура в 16-й день до октябрьских календ; затем начинают разрастаться косточка и мякоть. Если тогда пойдут обильные дожди, то масло превращается в амурку. От её цвета маслина чернеет; когда чернота только показалась, это значит, что амурки ещё очень мало; а раньше её и вовсе не было.
Колумелла называл амурку «самым большим врагом масла». М. Е. Сергеенко указывает плотность амурки 1,05 кг/л, в то время как плотность масла — 0,90—0,92 кг/л. Так как амурка тяжелее масла, она осаждалась на дно. Для очистки от неё масла его неоднократно переливали. Концентрировали амурку путём уваривания в медных котлах. Сгущённая амурка использовалась для борьбы с насекомыми (в том числе вредителями зерна и молью платяной) и сорняками. При кипячении ионы меди из металлической посуды попадали в раствор, усиливая его токсичность и эффективность в качестве инсектицида и гербицида.
Катон пишет:
Чтобы в винограднике не заводились гусеницы. Спрячь амурки, возьми очень чистой, влей в медный котел два конгия. Потом повари её на медленном огне, часто взбалтывая палочкой, пока она не станет густой, как мёд. Потом возьми земляной смолы одну треть секстария и одну четверть серы. Истолки в ступке то и другое по отдельности. Потом всыпай мельчайшим порошком в горячую амурку, одновременно помешивая палочкой, и опять вари под открытым небом: если будешь варить в помещении, когда уже подбавлены земляная смола и сера, то смесь вспыхнет. Когда она станет такой густой, как птичий клей, дай ей остыть. Смажь этим у виноградной лозы верхушку и под верхними ветвями: гусеницы не заведётся.
Не исключена возможность, что именно необходимость приготовлять из амурки, битума и серы огнеопасное средство против гусениц натолкнула древних на мысль о создании зажигательных смесей, в основе которых лежало именно оливковое масло. Эти смеси по своим горючим свойствам не уступали нефти и поэтому в древности также назывались «нафтой» (др.-греч. νάφθα).
Катон советует обрызгивать или поливать деревья амуркой. Во времена Катона бесплодную или малоплодородную оливу лечили раствором амурки с водой и удобрением:
Если маслина не дает плодов, окопай её воронкой; потом обложи вокруг соломой. Потом смешай амурку пополам с водою. Затем полей ей вокруг маслины. Под большое дерево достаточно поламфоры этой смеси; под деревья меньшие лей, смотря по их величине. Если ты сделаешь так и с плодоносными деревьями, то и они станут лучше. Под них соломы не клади.
Но Плиний отвергал полив, как и Колумелла.
Катон советует добавлять амурку в штукатурку, в пищу волов, использовать как пищевой консервант для изюма, мирта и смоковничных веточек, как смазку для осей, ремней, обуви и кожи, для ухода за деревянной утварью и металлическими сосудами, для пропитки глиняной посуды для масла, обработки дров во избежание дыма, профилактики кожных заболеваний овец.

## Жидкие отходы производства оливкового масла
В процессе экстракции масла из плодов оливок образуется большое количество жидких отходов, так называемых жидких отходов производства оливкового масла (olive-mill wastewater, OMWW). OMWW представляют собой красно-чёрную эмульсию, содержащую 85–92 % воды (происходящей из оливок, добавленной воды, необходимой для мытья ягод, размягчения и для процесса центрифугирования). Химический состав сточных вод очень изменчив. Это зависит от сорта оливкового дерева, зрелости плодов, времени сбора урожая и метода обработки. Основными характеристиками являются высокие значения химического (chemical oxygen demand, COD — 60 000—180 000 мг/л) и биологического потребления кислорода (BOD — 14 000—75 000 мг/л), слабокислый характер водного раствора (низкий pH), высокое содержание полифенолов и высокое содержание калия.
При методе центрифугирования выход OMWW на 100 кг перемолотых оливок составляет около 100 л, при традиционном (прессованием) методе — около 40 л. Каждый год более 30 млн м³ OMWW получают во всем мире (из них 1 млн т в Италии) в период с ноября по март производства оливкового масла, что сопоставимо с количеством сточных вод от мегаполиса с населением в 20—22 млн человек и создает одну из самых больших экологических проблем современного сельского хозяйства в средиземноморских странах, где производится 95 % мирового оливкового масла.
В OMWW повышено содержание токсичных фенолов с сильным характерным запахом. В целом, только 2 % общего содержания фенолов в измельченных плодах оливы переходит в масляную фазу, в то время как большая часть распределяется между OMWW (≈53 %) и твёрдым жмыхом (≈45 %). На сегодняшний день в отходах производства оливкового масла обнаружено более 50 фенолов и родственных соединений. Тирозол (2-(4-гидроксифенил)этанол), гидрокситирозол (2-(3,4-дигидроксифенил)этанол) и олеуропеин являются наиболее распространёнными (от 60 до 80 % от общего количества фенольных соединений), в зависимости от сорта оливок и географического происхождения.
Многочисленные исследования подробно описали иммуномодулирующую, обезболивающую, антигипертензивную, противораковую, антигипергликемическую активность побочных продуктов экстракции оливкового масла. Фенолы являются мощными противомикробными средствами. Фенолы, извлеченные из OMWW (и из листьев оливы), всё чаще используются в качестве нутрицевтиков, диетических и косметических средств благодаря их исключительным антиоксидантным и противовоспалительным свойствам.
OMWW имеют высокое соотношение углерода к азоту. В работе Иоанниса Заркадаса (Ιωάννης Ζαρκάδας) из Университета Аристотеля в Салониках в качестве субстрата использовалась мясокостная мука. Оптимальная органическая нагрузка (organic loading rate, OLR) составила 3,6 кг оСВ (органического сухого вещества)/м³ в сутки при выходе биогаза (метана) 449 мл/г оСВ. В ходе эксперимента органическая нагрузка увеличивалась с 3,6 до 5,8 кг оСВ/м³ в сутки, чему соответствует увеличение скорости выхода метана с 1,5 до 2,1 м³ CH4/м³ в сутки соответственно.
Допустимой альтернативой сбросу OMWW в водоемы является орошение, в том числе в целях фертигации. В Италии оно разрешено на почвах, пригодных для сельскохозяйственного использования. Максимальное количество OMWW, разрешенное для использования в полях, составляет в зависимости от метода экстракции: 80 м³/га для центрифугирования и 50 м³/га для прессования. Содержание углерода, калия и фосфора в OMWW может повышать плодородие почвы. OMWW может благоприятно повлиять на водный баланс почвы, уменьшая эвапотранспирацию. Предполагается, что OMWW может уменьшать капельно-дождевую эрозию.